# 西方院 (大阪府太子町)
西方院（さいほういん）は、大阪府南河内郡太子町太子にある浄土宗の寺院。山号は南向山。寺号は法楽寺。本尊は阿弥陀如来。観音堂は新西国三十三箇所第8番札所で本尊は十一面観音である。

## 歴史
『河内名所図会』等に見える伝承によれば、推古天皇30年（622年）に聖徳太子が死去した後に出家した三人の侍女、善信尼（俗名月益、蘇我馬子の娘）・禅蔵尼（俗名日益、小野妹子の娘）・恵善尼（俗名玉照、物部守屋の娘）により、聖徳太子廟がある叡福寺の門前にその塔頭として法楽寺の寺号で創建されたといい、聖徳太子作の阿弥陀如来像を本尊として祀り、遺髪を納めたと伝わる。
その後、三尼公はひたすら阿弥陀如来の西方極楽浄土を欣求していたとされる。これによって当寺は常行念仏最古の道場で念仏の根源の地であるという。
以上の縁起から、日本最古の尼寺であるともいう。ただし、『日本書紀』によれば、善信尼は司馬達等の娘、恵善尼は錦織壺の娘で、出家したのは敏達天皇13年（584年）であり、日本最古の尼寺は飛鳥の豊浦寺であるとしている。
寺伝では、天正2年（1574年）に河内国に攻め込んできた明智光秀によって焼かれたという。
江戸時代初期の寛永16年（1639年）に衰退し荒廃していた当寺を浄土宗の蓮誉寿性尼が中興して本堂を再建し、名称を西方院と改めた。
かつては叡福寺の塔頭であったが、現在は独立している。

## 境内

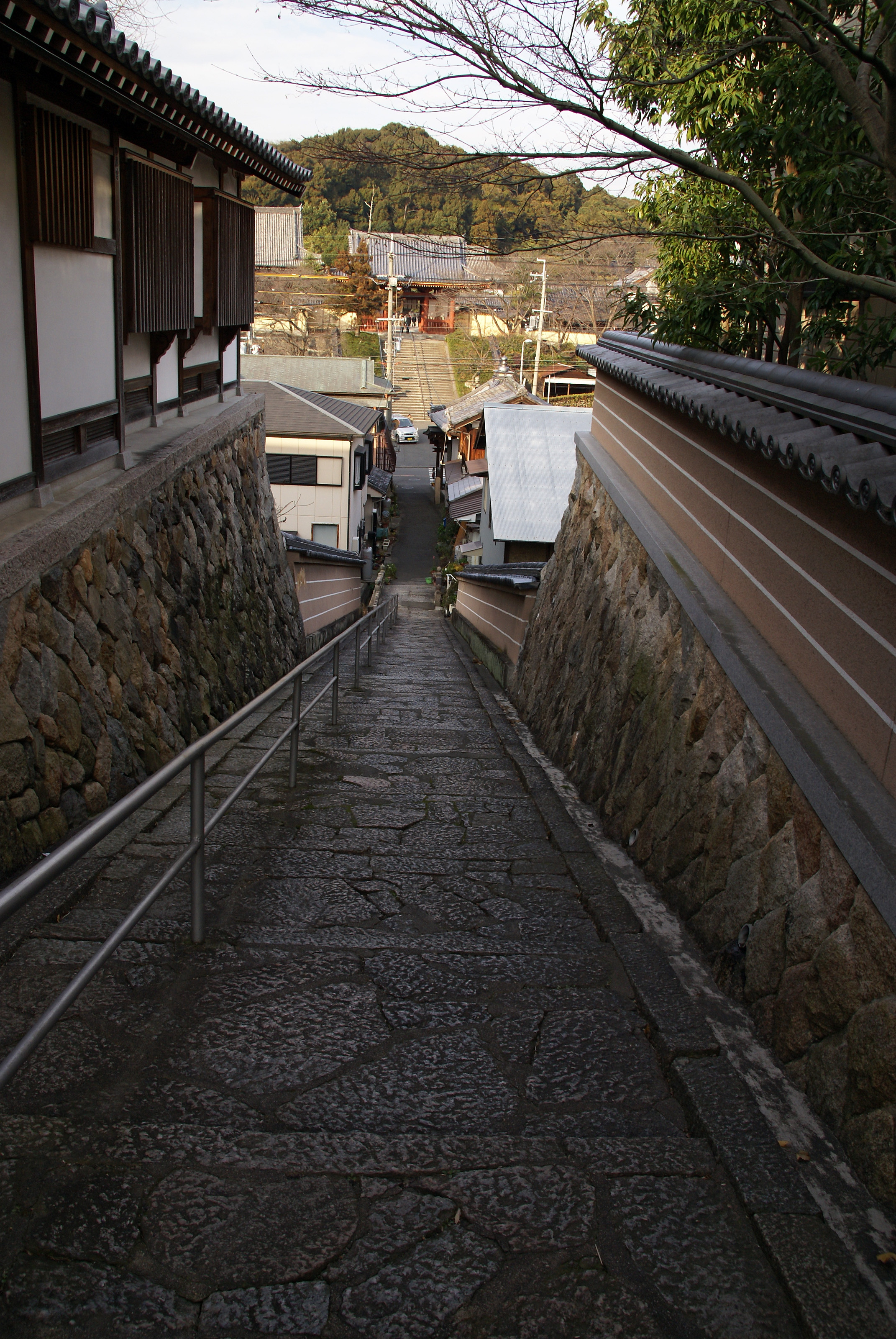
山門前から聖徳太子廟がある叡福寺を望むことができる。

- 本堂 - 寛永16年（1639年）再建。本尊は聖徳太子作との寺伝がある阿弥陀如来像[3]。三尼公木像、聖徳太子御二歳像安置。
- 庫裏
- 庭園 - 枯山水庭園[3]。
- 茶室「壽観庵」[3]
- 観音堂 - 新西国三十三箇所第8番札所で本尊は恵心僧都作との寺伝がある十一面観音[3]。
- 納骨堂 - 聖徳太子の御遺髪（毛骨）が納められている[3]。
- 鐘楼堂 - 梵鐘は引導鐘と呼ばれている[3]。
- 山門
- 聖徳太子御侍女三尼公御廟所 - 上部が欠けている四重石塔などが祀られている[3]。

## 文化財
- 極楽浄土変相図
- 慈雲の遺墨
- 三尊仏刺繍 - 中将姫が髪で刺繍したものと伝わる。

## 前後の札所
新西国三十三箇所
客番 観心寺　-　8 西方院　-　客番 叡福寺
河内西国霊場
2 念佛寺　-　3 西方院　-　4 龍雲寺
聖徳太子霊跡
32 久米寺　-　33 西方院　-　34 百済寺

## 所在地
- 大阪府南河内郡太子町太子1663

## アクセス
- 近鉄長野線 喜志駅または近鉄南大阪線 上ノ太子駅から、金剛バス太子線・喜志循環線「太子前」バス停下車、徒歩3分。

## 周辺情報
- 叡福寺
- 隔夜堂 - 叡福寺の堂。阿弥陀如来石仏が安置されている。